# Руссе, Ален
Ален Руссе (фр. Alain Rousset; род. 16 февраля 1951, Шазель-сюр-Лион) — французский политик, член Социалистической партии, председатель регионального совета Новой Аквитании (с 2016).

## Биография
Родился 16 февраля 1951 года в Шазель-сюр-Лион в рабочей семье, окончил Институт политических исследований в Париже.
В 1988 году начал политическую карьеру в рядах Социалистической партии, став депутатом генерального совета департамента Жиронда, с 1989 по 2001 год — мэр города Пессак, затем до 2007 года — помощник мэра; с 2004 по 2007 год — председатель городского сообщества Бордо. В 2007 году избран депутатом Национального собрания. С 1998 по 2015 год — председатель регионального совета Аквитании.
4 января 2016 года избран председателем совета нового объединённого региона — Новая Аквитания. За Алена Руссе проголосовали 108 депутатов, за его основного соперника, кандидата Национального фронта Жака Коломбье — 29 (46 бюллетеней были поданы незаполненными или испорченными).
27 июня 2021 года состоялся второй тур региональных выборов, на которые Руссе пошёл во главе левоцентристского списка с участием социалистов, Радикальной левой партии и коммунистов, но в отличие от кампании 2015 года, без поддержки «зелёных». По итогам голосования блок Руссе победил с результатом 39,51 %, второй результат показал список Национального объединения (19,11 %), президентская партия «Вперёд, Республика!» потерпела сокрушительное поражение.
2 июля 2021 года переизбран на пост председателя регионального совета — его поддержали 109 депутатов, кандидатку Национального объединения Эдвигу Диас — 28. Кроме того, 46 бюллетеней оказались не заполнены или испорчены.